# Alimede
Alimede (il cui nome significa "delle acque salate, del mare"), era una delle cinquanta Nereidi, secondo la mitologia greca.

## Il mito
Nereo, figlio di Ponto e di Gea sposò l'Oceanina Doride, 
dalla quale ebbe fra le tante figlie anche Alimede.
Alimede era una ninfa del Mar Mediterraneo, perché viveva in un mare veniva chiamata nereide mentre quelle che vivevano negli oceani venivano denominate Oceanine e quelle che provenivano dalle sorgenti Naiadi. Alimede era di carattere docile e gentile.

## Raffigurazione
Anche se a volte veniva raffigurata come una bellissima fanciulla in alcuni luoghi della Grecia veniva rappresentata come una figura metà umana e metà con sembianze di pesce.

### Fonti
- Pseudo-Apollodoro, Libro I -  2, 7

### Moderna
- Robert Graves, I miti greci, Milano, Longanesi, ISBN 88-304-0923-5.
- Anna Ferrari, Dizionario di mitologia, Litopres, UTET, 2006, ISBN 88-02-07481-X.